# 一丈青
一丈青（学名：Miscanthus lutarioriparia var. gongchai f. altissima）是禾本科芒屬南荻的变型。分布于中国大陆的湖北等地，生长于海拔40米的地区，常生于江湖洲滩和堤岸。

## 特征
与南荻相比秆壁较厚，厚约2.2毫米，坚实，表皮青绿色。叶片与秆之间的夹角小于45度，较挺直。

## 别名
青岗柴；铁秆青